# Championnat de Guinée de football 2015-2016
Navigation
Saison précédente Saison suivante
La saison 2015-2016 du Championnat de Guinée de football est la cinquantième édition du championnat de première division guinéenne. Il se déroule sous la forme d’une poule unique avec douze formations, qui s’affrontent à deux reprises. En fin de saison, pour permettre l'extension du championnat à quatorze clubs, seul le dernier du classement est relégué et remplacé par les trois meilleurs clubs de Ligue 2, la deuxième division guinéenne.
C'est le tenant du titre, Horoya AC qui remporte à nouveau le championnat cette saison, après avoir terminé en tête du classement final, avec six points d'avance sur l'AS Kaloum Star et sept sur Fello Star. C'est le quatorzième titre de champion de Guinée de l'histoire du club.

## Les clubs participants
- Horoya AC
- ASFAG - Promu de Ligue 2
- Atlético de Coléah
- AS Kaloum Star
- Hafia FC
- Satellite FC
- AS Ashanti GB
- Fello Star
- Gangan FC
- CI Kamsar
- Soumba FC
- Flamme Olympique FC - Promu de Ligue 2

## Compétition

### Classement
| Rang | Équipe                | Pts | J  | G  | N  | P  | Bp | Bc | Diff |
| ---- | --------------------- | --- | -- | -- | -- | -- | -- | -- | ---- |
| 1    | Horoya ACT            | 50  | 22 | 15 | 5  | 2  | 39 | 9  | +30  |
| 2    | AS Kaloum StarC       | 44  | 22 | 13 | 5  | 4  | 33 | 19 | +14  |
| 3    | Fello Star            | 43  | 22 | 12 | 7  | 3  | 31 | 17 | +14  |
| 4    | Hafia FC              | 40  | 22 | 10 | 10 | 2  | 29 | 11 | +18  |
| 5    | Soumba FC             | 29  | 22 | 7  | 8  | 7  | 21 | 24 | -3   |
| 6    | CI Kamsar             | 25  | 22 | 7  | 4  | 11 | 19 | 21 | -2   |
| 7    | ASFAGP                | 23  | 22 | 5  | 8  | 9  | 22 | 27 | -5   |
| 8    | Gangan FC             | 23  | 22 | 5  | 8  | 9  | 15 | 23 | -8   |
| 9    | Atlético de Coléah    | 22  | 22 | 6  | 4  | 12 | 16 | 32 | -16  |
| 10   | Satellite FC          | 21  | 22 | 4  | 9  | 9  | 14 | 26 | -12  |
| 11   | AS Ashanti GB         | 21  | 22 | 6  | 3  | 13 | 17 | 30 | -13  |
| 12   | Flamme Olympique FC P | 15  | 22 | 2  | 9  | 11 | 12 | 29 | -17  |

|  | Qualification pour la Ligue des champions de la CAF 2017                          |
|  | Qualification pour la Coupe de la confédération 2017                              |
|  | Relégation directe en deuxième division                                           |
|  | T : Tenant du titre C : Vainqueur de la Coupe de Guinée P : Club promu de Ligue 2 |

## Bilan de la saison
| Championnat de Guinée de football 2015-2016 |                       |
| Champion                                    | Horoya AC (14e titre) |
| Coupes et trophées                          |                       |
| Vainqueur de la Coupe de Guinée 2015-2016   | AS Kaloum Star        |
| Qualifications continentales                |                       |
| Ligue des champions de la CAF 2017          | Horoya AC             |
| Coupe de la confédération 2017              | AS Kaloum Star        |
| Promotions et relégations                   |                       |
| Promus en Ligue 1                           | Renaissance FC        |
| Promus en Ligue 1                           | CO Coyah              |
| Promus en Ligue 1                           | Wakriya Athletic Club |
| Relégués en Ligue 2                         | Flamme Olympique FC   |